# Kamalashila
Kamalashila (sanskrit : Kamalaśīla) (floruit 713-763) est un philosophe indien bouddhiste. Originaire de la célèbre université indienne de Nâlandâ, il est le disciple de Shantarakshita et de Padmasambhava, qui introduisit au Tibet l'enseignement Madhyamaka. Il accompagne Shantarakshita (725–788) au Tibet à la demande de Trisong Detsen.
La tibétologue Eva Dargyay présente une lignée de transmission et de traduction de Śīla, Sutrayana Bouddha Vacana (en) ainsi que des six Pāramitā (vus principalement au travers des enseignements Mahayana de Nāgārjuna), depuis l'Inde vers le Tibet (Pandit, dans le contexte de cette citation, désigne en sanskrit un érudit) :

« Les pandits indiens, principalement représentés par Śāntarakṣita, Kamalaśīla et son disciple Ye-śes-dbang-po, forment un groupe renommé. Ces disciples étaient tous des défenseurs de l'école Madhyamaka, basée sur les enseignements de Nāgārjuna. Cependant, ils enseignèrent avant tout les dix règles de conduite de l'éthique bouddhiste (śīla) et un résumé des enseignements provenant des Sūtras canoniques du Mahāyāna, ainsi que les actions vertueuses des six pāramitā. Ces exercices sont supposés permettre, à travers un cheminement qui semble interminable, l'ascension progressive vers l'acquisition de capacités intellectuelles supérieures qui aboutissent finalement à la bouddhéité. Cette tendance a été renforcée après le débat de bSam-yas [Samyé] qui eut lieu de 792 à 794 ; le résultat exact de cette dispute est toujours sujet à discussion,. »

## Histoire de l'enseignement
Une danse Cham raconte l'histoire du Concile de Lhasa liée aux enseignements du Chöd. Au cours de cette danse sacrée, le moine chan Moheyan est généralement dépeint comme corpulent, que les enfants s'amusent à piquer. Le chöd est un produit à la fois des transmissions tant indienne que chinoise dans l'Himalaya.
En simplifiant, la transmission tantrique indienne peut être qualifiée de « graduelle » (en tibétain : rim gyis ‘jug pa; en chinois : tun-wu) par opposition à la transmission chinoise Ch'an qualifiée, elle, de « directe» (en tibétain : cig car gyi ‘jug pa; en chinois : chien-wu) Il faut  souligner que cette claire dichotomie entre ces deux approches du Dharma est valable uniquement dans le contexte historique du grand débat entre Kamalaśīla et Moheyan, organisé par Trisong Detsen, et qu'elle reste ouverte à la dialectique. Ce débat, appelé « Conseil de Samyé » par Giuseppe Tucci, est plus connu sous le nom de « Concile de Lhasa ». D'après la tradition tibétaine, l'écho de ces deux ans de débat parviendra jusqu'au monastère de Samyé, situé à quelque 120 km de Lhasa. 
Selon les traditions orthodoxes de la culture traditionnelle tibétaine, Kamalaśīla, un mahapandita et disciple éduqué à Nâlandâ, défend durant cette rencontre l'approche « graduelle » de l'éveil. Cependant, le maître chinois Moheyan, en tant que maître de la transe et de la méditation, défend l'éveil « subit » de l'esprit originel à travers le nirodha de la pensée discursive, la cessation des idées. L'historicité de ce débat a été remise en question par Tucci et Heissig en 1970, Gomez en 1983 et Ruegg en 1992, ce qui ne diminue pas son importance dans l'émergence et la définition des traditions religieuses et culturelles du Tibet. 
Kamalaśīla, qui était doté d'un physique avantageux et de talents oratoires, remporte ce débat, bien qu'on relève des divergences à ce sujet entre les sources primaires et des comptes-rendus secondaires.
Un récit hagiographique affirme que, immédiatement après son débat avec Moheyan, alors qu'il  cheminait de l'Himalaya vers les piémonts indiens, Kamalaśīla mit en œuvre le phowa poussé qu'il était par la compassion, de transférer son courant de pensée afin de réanimer un cadavre atteint par la contagion, et  d'éloigner ainsi le risque qu'il présentait pour une communauté des environs. Comme le courant de pensée de Kamalaśīla était engagé ailleurs, un Mahāsiddha du nom de Padampa Sangye trouve le kuten vacant ou la "base physique" de Kamalaśīla. Padampa Sangye n'est pas béni de manière karmique avec une forme corporelle esthétique, et étant à la recherche du corps d'une grande beauté, du corps sain mais vide de Kamalaśīla, il a transféré son courant de pensée dans le corps de Kamalaśīla, qu'il perçoit comme un corps récemment dépourvu de vie. Le courant de pensée de Padampa Sangye à travers le corps de Kamalaśīla poursuit l’ascension vers l'Himalaya et ainsi transmet le Chöd. Le courant de pensée de Kamalaśīla sur l'effort de retourner à son kuten n'était pas réalisable et par nécessité, cette pensée doit avoir recours au corps vacant de Padampa Sangye. Le courant de pensée de Padampa Sangye se poursuit dans ce corps, et c'est dans ce corps d'une grand beauté que la transmission de Chöd se réalise pour Machig Labdrön, son épouse.

## Œuvres
On doit à Kamalaśīla plusieurs œuvres, notamment un ouvrage de logique, des ouvrages tantriques, ainsi que des commentaires de la Prajñāpāramita qui contiennent entre autres un commentaire du Sūtra du diamant. Aujourd'hui toutefois, Kamalaśīla est surtout connu pour le Bhāvanākrama (en), Les étapes de la méditation. Il s'agit d'un ensemble de trois textes, fondamentaux pour la tradition tibétaine, qui s'appuient sur et résument la tradition Yogācāra d'Asanga (le premier texte a été traduit en chinois). 
On en trouve les traductions suivantes :
- Les étapes de la méditation, traduit du tibétain par Georges Driessens, Paris, Seuil, 2007, 168 p.  (ISBN 9782020857031) [Le texte comprend les trois parties]

- (en) Bhāvanākrama I :  traduction par Giuseppe Tucci dans Minor Buddhist Texts, II, Rome, Is. M.E.O., 1958.
- Bhāvanākrama II :  Dalaï-La ma, Les étapes de la méditation (Commentraire de Sa Sainteté sur le texte de Kamalashîla), Guy Trédaniel, 2018 [2000] (ISBN 978-2-8132-1749-3).
- Bhāvanākrama III : trad. Etienne Lamotte dans Paul Demiéville, Le Concile de Lhasa : une controverse sur le quiétisme entre bouddhistes de l'Inde et de la Chine au VIIIe siècle de l'ère chrétienne, Paris, Collège de France, Institut des hautes études chinoises, 1987 (1953), p. 336-353. [lire en ligne (page consultée le 3 mars 2025)]
- Thierry-Marie Courau op, La succession des exercices vers l’éveil bouddhique : une étude des trois Bhāvanākrama de Kamaśīla (~740-795), Paris, Editions du Cerf, 2017, 584 p.  (ISBN 978-2-204-08805-3)
- (en) Commentary on Difficult Points of the Ornament of the Middle Way (Sanskrit: Madhyamālaṃkāra-pañjika, Wylie: dbu ma rgyan gyi dka' 'grel).
- (en) Light of the Middle Way (Skt.Madhyamakāloka; Tib. དབུ་མ་གསང་བ་, Wylie: dbu ma snang ba).